# Граф зависимостей
Граф зависи́мостей — ориентированный граф, отображающий соотношение множества элементов некоторой совокупности в соответствии с выбранным транзитивным отношением над ней.
Этот граф часто применяется в информатике и цифровой электронике, в частности, по графу зависимостей определяется порядок вычислений или его недостатки, согласованные с данными зависимостями в графе.

## Определение
Пусть дано множество объектов {\displaystyle S} и отношение транзитивности {\displaystyle R=S\times S} где {\displaystyle (a,b)\in R}, моделирующее зависимость «для вычисления {\displaystyle a} нужно сначала вычислить {\displaystyle b}», тогда граф зависимостей — это граф {\displaystyle G=(S,T)} где {\displaystyle T\subseteq R} и {\displaystyle R} является транзитивным замыканием {\displaystyle T}.
Например, некоторый калькулятор поддерживает запись константы в некоторую переменную и сложение двух переменных с записью результата в некоторую третью переменную. Пусть дано несколько выражений, например, {\displaystyle A=B+C;B=5+D;C=4;D=2}. Тогда {\displaystyle S={A,B,C,D}} и {\displaystyle R={(A,B),(A,C),(B,D)}}. Можно явно вывести все отношения: {\displaystyle A} зависит от {\displaystyle B} и {\displaystyle C}, потому что две переменные можно складывать тогда и только тогда, когда известны значения обеих переменных. Таким образом, {\displaystyle B} и {\displaystyle C} должны быть вычислены перед {\displaystyle A}. Однако, значение {\displaystyle D} известно сразу, потому что это числовая константа.

## Обнаружение невозможных вычислений
Циклические зависимости в графе зависимостей приводят к ситуации, в которой нет доступного порядка вычислений, потому что ни один из объектов цикла не может считаться первым. Если циклических зависимостей нет, то мы имеем направленный ациклический граф, и порядок вычислений может быть определен с помощью топологической сортировки. Большинство алгоритмов топологической сортировки способны обнаруживать циклы на входе, однако, желательно обнаруживать циклы отдельно от топологической сортировки.
В примере на основе калькулятора, вычислительная система {\displaystyle A=B;B=D+C;C=D+A;D=12} содержит циклическую зависимость. {\displaystyle B} должно быть вычислено до {\displaystyle A}, {\displaystyle C} должно быть вычислено до {\displaystyle B}, {\displaystyle A} должно быть вычислено до {\displaystyle C}.

## Определение порядка вычислений
Корректный порядок вычислений — это нумерация {\displaystyle n:S\rightarrow N} объектов, которая упорядочивает узлы графа зависимостей так, что имеет место равенство: {\displaystyle n(a)<n(b)\Rightarrow (a,b)\notin R}, где {\displaystyle a,b\in S}. Это означает, что если нумераций определяется, что {\displaystyle a} вычисляется перед {\displaystyle b}, то {\displaystyle a} не может зависеть от {\displaystyle b}. Более того, может существовать более одного корректного порядка вычислений. По сути, корректная нумерация является топологической сортировкой, и любая топологическая сортировка является корректной нумерацией. На самом деле, любой алгоритм, производящий корректную топологическую сортировку, одновременно определяет корректный порядок вычисления.
Для системы (в примере с калькулятором) {\displaystyle A=B+C;B=5+D;C=4;D=2} корректный порядок: {\displaystyle (D,C,B,A)}, однако, {\displaystyle (C,D,B,A)} также является корректным порядком вычислений.

## Примеры
Граф зависимостей используется в:
- Автоматизированной установке программного обеспечения.[1] Происходит движение по графу в поисках пакетов программ, которые нужны, но ещё не установлены. Зависимости определяются связанностью пакетов.
- В компиляторах и формальных языках:

- Планирование инструкций. Граф зависимостей вычисляется для операндов ассемблера или промежуточных инструкций и используется для определения оптимального порядка инструкций.
- Удаление мёртвого кода.

Графы зависимости это один из вопросов:
- Теории ограничений. Исходные данные перерабатываются в результирующие в ходе нескольких зависимых этапов.
- Планирования. Набор взаимосвязанных теоретических проблем в области компьютерных наук.